# 吳國鼎
吳國鼎（1606年—？），字玉鉉，南直隸滁州直隸州全椒縣人，明朝政治人物。

## 生平
崇禎三年（1630年）庚午科應天鄉試第十六名舉人，十六年（1643年）中式癸未科會試第二十五名，三甲第三名進士。禮部觀政，授中書舍人。

## 家族
高祖吳聰；曾祖吳風；祖父吳謙；父吳沛。弟吳國器、吳國縉、吳國對、吳國龍。